# Sân bay Moshi
Sân bay Moshi (IATA: QSI, ICAO: HTMS) là một sân bay ở thành phố Moshi, Tanzania.

## Hãng hàng không và điểm đến
| Hãng hàng không  | Các điểm đến  |
| ---------------- | ------------- |
| Coastal Aviation | Dar es Salaam |